# Édouard Philippe
Édouard Philippe (sinh ngày 28 tháng 11 năm 1970 tại Rouen) là luật sư và chính trị gia người Pháp. Ông trở thành Thủ tướng thứ 20 của Đệ Ngũ Cộng hòa Pháp, sau khi được Tổng thống đắc cử Emmanuel Macron chỉ định vào ngày 15 tháng 5 năm 2017.
Từng là thành viên của đảng cánh hữu UMP rồi LR, Philippe là thị trưởng thành phố Le Havre từ năm 2010, chủ tịch vùng đô thị Le Havre và đại biểu vùng Seine-Maritime kể từ năm 2012. Sau khi tái đắc cử Thị trưởng Le Havre vào năm 2020, Philippe được thay thế bởi Jean Castex cho vị trí Thủ tướng Pháp.

## Sự nghiệp chính trị

### Bầu cử tổng thống Pháp 2017
Ông làm việc cho chiến dịch ứng cử của Alain Juppé trong cuộc bầu cử sơ bộ của đảng những người Cộng Hòa (LR) vào năm 2016, phục vụ như một phát ngôn viên cùng với Benoist Apparu . Mặc dù Philippe và Apparu, cũng như Christophe Béchu, sau đó tham gia chiến dịch ứng cử của François Fillon cho cuộc bầu cử tổng thống năm 2017 sau khi ông giành chiến thắng trong cuộc bầu cử sơ bộ, ba nghị sĩ - thân Juppé - rút lui vào ngày 2 tháng 3 năm 2017 sau khi ứng cử viên được triệu tập gặp các quan tòa trong vụ bê bối Fillon  Sau chiến thắng của Emmanuel Macron trong cuộc bầu cử tổng thống, Philippe được cho là có tiềm năng được lựa chọn làm Thủ tướng, đại diện cho ba khía cạnh quan trọng: đổi mới chính trị (ở tuổi 46), liên kết với phe cánh hữu trung hòa và quen thuộc với chính trường .

### Thủ tướng

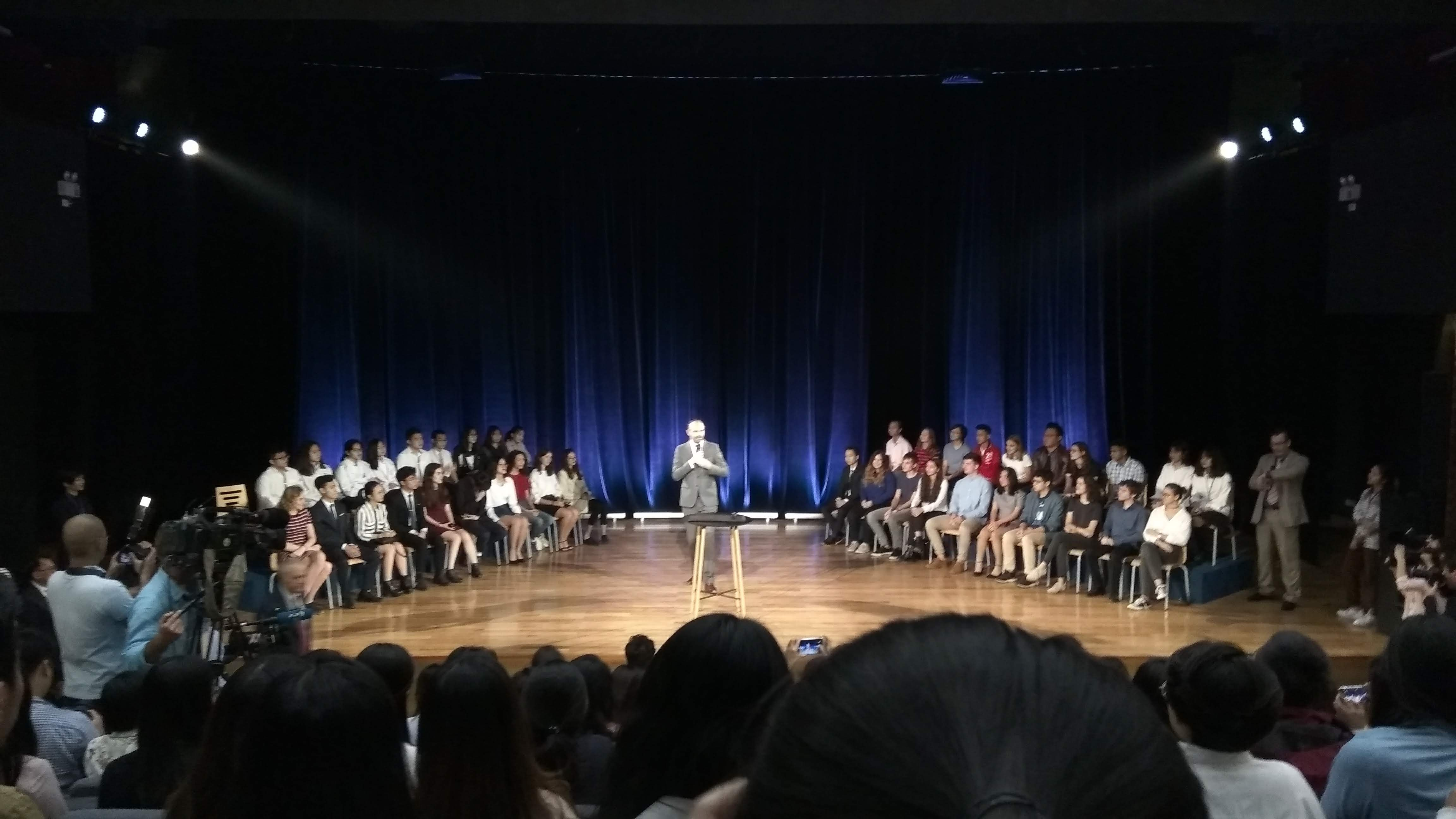
Philippe tại lễ khai trương Trường Pháp tại Hà Nội, Alexandre Yersin, tháng 11 năm 2018

Vào ngày 15 tháng 5 năm 2017, Philippe được Emmanuel Macron chỉ định làm thủ tướng Pháp.